# HMS Moth (1915)
La HMS Moth fu una cannoniera classe Insect della Royal Navy. 
La Moth (in italiano ”Falena") fu impostata durante la prima metà del 1915 presso il cantiere della Sunderland Shipbuilding Company, insieme alla nave gemella Mantis. Fu varata il 9 ottobre 1915 e completata il 5 gennaio 1916 ed entrò in servizio subito dopo.
La Moth ebbe una carriera varia servendo in Medio Oriente, nel Mare Bianco e in Estremo Oriente durante le due guerre mondiali. Durante la seconda guerra mondiale fu autoaffondata durante l'invasione di Hong Kong, ma fu poi recuperata dalla Marina Imperiale Giapponese col nome Suma (須磨). La nave rimase attiva durante la guerra fino a quando nel 1945 non colpì una mina navale nel Fiume Azzurro e affondò.

## Servizio

### Royal Navy
La Moth fu dislocata in Medio Oriente nel 1916 (area della Mesopotamia). Nel 1919 fu mandata nel Mar Bianco e nel 1920 fu riassegnata di stanza in Cina. I diari di bordo e le mappe dei viaggi tra il 1919 e il 1920 possono essere visionati su naval-history.net. Nel dicembre 1941 divenne un membro della Far East Fleet insieme alla Cicala, presso Hong Kong. L'8 dicembre 1941 la Moth e la Cicala erano in porto durante un attacco aereo giapponese. La Cicala fu affondata il 21 dicembre. La Moth era in bacino per riparazioni, ma con la caduta imminente della città in mani giapponesi, la nave fu autoaffondata il 12 dicembre. Il cacciatorpediniere Thracian era anche in porto e fu catturato dai Giapponesi e posto in servizio come Patrol boat No.101 nell'ottobre 1942.

### Marina Imperiale Giapponese
La Marina Imperiale Giapponese spedì il 2° Dipartimento del Genio Navale (海軍第二工作部 Kaigun Dai-2 Kōsaku-Bu) a Hong Kong per analizzare la Moth e il 1 luglio 1942 la nave fu fatta nuovamente galleggiare e ribattezzata Suma (須磨). Suma è una località giapponese di rara bellezza nominata nel Genji monogatari.
Il 29 luglio 1943 fece fuoco su un velivolo americano durante un attacco su Hong Kong. Il 29 dicembre 1943 la Suma fu attaccata da tre B-25 della 14th Air Force e da altri due bombardieri il giorno seguente, ricevendo alcuni danni ma riportando di aver abbattuto uno dei B-25. L'11 giugno 1944 la nave fu attaccata da alcuni P-38 e il 18 giugno da tre B-25. Il 26 dicembre la Suma fu attaccata da sette P-51 che distrussero il cannone da 25 mm di poppa, uccisero 18 persone e ne ferirono 4. Il cannone di poppa fu rimpiazzato e la nave fu riparata tra il 28 e il 30 dicembre a Yanhu.
La Suma fu attaccata da P-51 l'11 febbraio 1945. La nave fu riparata presso il cantiere Mitsubishi Yangshupu di Shanghai tra il 17 febbraio e il 12 marzo 1945. Rientrò in servizio sul Fiume Azzurro in operazioni di controguerriglia. Il 19 marzo 1945 colpì una mina navale presso Anqing e affondò con la perdita di 8 membri dell'equipaggio